# Injection trans-lunaire
Pour les articles homonymes, voir ITL.

Dans ce schéma, l'injection trans-lunaire est située au point rouge.

L’injection trans-lunaire (ITL) (en anglais : Trans-lunar injection, abrégé en TLI) est une manœuvre propulsive utilisée pour placer un vaisseau spatial en orbite autour de la Terre sur une trajectoire qui le fera arriver à une orbite lunaire.

## Principe général
Un vaisseau spatial effectue une injection trans-lunaire pour commencer un transfert lunaire à partir d'une orbite de stationnement circulaire basse autour de la Terre. L'allumage du moteur augmente la vitesse de l'engin spatial, en changeant son orbite d'une orbite basse terrestre circulaire à une orbite très excentrique. Alors que l'engin spatial commence à tourner sur l'arc de transfert lunaire, sa trajectoire se rapproche d'une orbite elliptique autour de la Terre avec un apogée proche du rayon de l'orbite de la Lune. L'allumage de moteur est calculé et chronométré pour mener le vaisseau spatial jusqu'à la sphère d'influence de la Lune, lui permettant ainsi d'entrer dans son orbite.

## Méthode employée
Les trajectoires de transfert lunaires typiques suivent le principe général des transferts de Hohmann, bien que des transferts à basse énergie aient également été utilisés dans certains cas, comme pour la sonde Hiten. Pour des missions de courte durée sans perturbations significatives provenant de sources extérieures au système Terre-Lune, un transfert rapide de Hohmann est généralement privilégié.